# Gibigiana
Il termine gibigiana, di origine dialettale milanese, indica colloquialmente la luce rimandata da una superficie riflettente (vetro, specchio, specchio d'acqua...).
Sul set cinematografico, la gibigiana è il termine gergale con cui si indica un dispositivo usato per alterare colore e qualità della luce diffusa in un ambiente di ripresa. Consiste di un'asticella di legno su cui sono fissate delle striscioline di gelatina (ad esempio rossa per simulare la luce di una fiamma) che viene mossa davanti ad una sorgente luminosa.
In liguria si dice giubigiana per il riflesso argenteo della luna sul mare notturno.